# Vaishali Takkar
Vaishali Takkar (Ujjain, 15 luglio 1992 – Indore, 15 ottobre 2022) è stata un'attrice indiana.

## Biografia
Vaishali nacque il 15 luglio 1992 a Ujjain, nel Madhya Pradesh, in India. Si era fidanzata il 26 aprile 2021 col dottore keniota Abhinandan Singh.

### Carriera
Debuttò nella serie televisiva Yeh, Rishta Kya Kehlata Hai trasmessa dal 2015 al 2016. Sempre nel 2016 recitò anche in Yeh Hai Aashiqui e nella soap opera Sasural Simar Ka. Successivamente, recitò in Super Sisters nel 2018 e in Vish Ya Amrit: Sitara. Nel 2020 tornò in scena recitando in Manmohini.

### Morte
Si è suicidata il 15 ottobre 2022, impiccandosi nella sua casa ad Indore. Il suo corpo è stato ritrovato dal padre il giorno seguente. Un biglietto d'addio è stato trovato nella sua camera, dove affermava di essere stata violentata dal suo ex fidanzato.

## Filmografia

### Televisione
- Yeh, Rishta Kya Kehtala Hai - serie TV (2015-2016)
- Bhakton Ki Bhakti Mein Shakti - serie TV (2016)
- Yeh Vaada Raha - serie TV (2016)
- Yeh Hai Aashiqui - serie TV (2016)
- Sasural Simar Ka - soap opera (2016-2017)
- Super Sisters - Chalega Pyar Ka Jaadu - serie TV (2018)
- Vish Ya Amrit: Sitara - serie TV (2018-2019)
- Manmohini - serie TV (2019-2020)
- Rakshabandhan... Rasal Apne Bhai Ki Dhal - serie TV (2021-2022)